# Patrick Mota
Patrick Mota (* 7. August 1992 in Vitória) ist ein brasilianischer Fußballspieler.

## Karriere
Patrick Mota erlernte das Fußballspielen in den brasilianischen Jugendmannschaften von Cruzeiro Belo Horizonte und CD Sete de Setembro. Seinen ersten Vertrag unterschrieb er 2012 bei dem unterklassigen Verein Ivinhema FC in Ivinhema. Bis 2019 spielte er bei den brasilianischen Vereinen Associação Ferroviária de Esportes, CA Penapolense, Sinop FC, GD Prudente, CD Sete de Setembro, FC Treze, Botafogo FC, CA Bragantino, América FC und Sampaio Corrêa FC. Im April 2019 ging er nach Asien, wo er in Indonesien einen Vertrag bei PSIS Semarang unterschrieb. Der Verein aus Semarang spielte in der ersten Liga, der Liga 1. Nach 15 Erstligaspielen kehrte er im Dezember 2019 nach Brasilien zurück. Hier verpflichtete ihn sein ehemaliger Verein FC Treze. Nach neun Monaten wechselte er im September 2020 nach Europa. Hier nahm ihn der maltesische Erstligist Gudja United unter Vertrag. Für den Klub aus Gudja bestritt er 17 Erstligaspiele. Im Sommer 2021 wechselte er zum ebenfalls in der ersten Liga spielenden FC St. Lucia. Bei dem Verein aus Santa Luċija stand er zwei Spielzeiten unter Vertrag. Nach 21 Erstligaspielen wechselte er im August 2023 wieder nach Asien, wo er in Thailand einen Vertrag beim Zweitligaaufsteiger Chanthaburi FC unterschrieb. Nach insgesamt 30 Ligaspielen für den Verein aus Chanthaburi wurde sein Vertrag im Sommer 2024 nicht verlängert. Im August 2024 unterschrieb er in Indien einen Vertrag beim Thiruvananthapuram Kombans FC in Thiruvananthapuram. Hier stand er bis Dezember 2024 unter Vertrag. Zur Rückrunde 2024/25 kehrte er nach Thailand zurück. Hier unterschrieb er im Seebad Pattaya einen Vertrag beim Zweitligisten Pattaya United FC. Am Ende der Saison 2024/25 belegte er mit Pattaya den 16. Tabellenplatz und musste somit in die dritte Liga absteigen. Für Pattaya bestritt er 15 Ligaspiele. Hierbei erzielte er einen Treffer. Nach dem Abstieg wurde sein Vertrag im Sommer 2025 nicht verlängert.